# Натуралистичка драма
Натуралистичка драма (лат. naturalis; антгрч. δρᾶμα) је жанр драме који доследно и максимално прати реалност те представља развијени реализам приказивањем више сцена суровости, песимизма и горчине.
Циљ натуралистичке драме је представљање недостатака друштва, превасходно физиолошке и моралне негативности.
Познати представници натуралистичке драме су: Емил Зола, Анри Бек, Октав Марибо, Херман Зудерман и Максим Горки.